# Savigny-le-Temple
Savigny-le-Temple es una comuna localizada en los suburbios al sureste de París. Se localiza a 33,2 kilómetros del centro de la ciudad. La localidad es parte del distrito de Melun y es una de las comunas que forma parte de la nueva ciudad de Sénart.

## Demografía
| 390                       | 543 | 534 | 550 | 579 | 564 | 664 | 631 | 625 | 638 | 667 | 640 | 615 | 596 | 586 | 590 | 576 | 590 | 542 | 521 | 570 | 596 | 727 | 685 | 706 | 770 | 759 | 828 | 2 881 | 11 835 | 18 520 | 22 339 | 26 905 |
| (Fuente: INSEE y Cassini) |     |     |     |     |     |     |     |     |     |     |     |     |     |     |     |     |     |     |     |     |     |     |     |     |     |     |     |       |        |        |        |        |

## Hermanamientos
- Boutilimit, Mauritania
- Comarnic, Rumanía
- Iznalloz, España[7]
- Tyresö, Suecia